# Cantón Patate
Patate es un cantón, cuya municipalidad de la provincia de Tungurahua. Su población es de 6.720 habitantes, tiene una superficie de 315 km².   Su cabecera cantonal es la ciudad San Cristóbal de Patate.
Patate fue parte del cantón Pelileo hasta el 13 de septiembre de 1973, cuando se cantonizó en el gobierno de Guillermo Rodríguez Lara.
Uno de los hechos más importantes de esta zona fue el terremoto de 1797, que destruyó el pueblo. Desde entonces se venera la imagen del Señor del Terremoto, que se encuentra en la iglesia principal del centro cantonal.
Patate también ha sido afectada por las erupciones del volcán Tungurahua.
La agricultura es una de las principales actividades productivas de este cantón. Entre los productos característicos se encuentran frutales como mandarina, aguacate, durazno, babaco, tomate de árbol, guayaba, níspero, así como maíz y tomate riñón.

## Límites
- Al norte con el Cantón Píllaro y la provincia de Napo.
- Al sur con los cantones Baños y Pelileo
- Al este con el cantón Baños
- Al oeste con cantones Píllaro y Pelileo

## División política
Patate tiene cuatro parroquias:

### Parroquias urbanas
- Patate (cabecera cantonal)

### Parroquias rurales
- El Triunfo
- Los Andes (Cab. en Poatug)
- Sucre (Cab. en Sucre-Patate Urcu)